# Гражданская война в Афганистане (1989—1992)
Гражданская война в Афганистане (1989—1992) — один из этапов более широкого военного конфликта в Афганистане, в ходе которого правительственные войска Республики Афганистан при поддержке СССР воевали против моджахедов, поддерживаемых Пакистаном, США и некоторыми другими государствами.
Первоначально правительству Республики Афганистан во многом благодаря советским военным поставкам и советским военным советникам удавалось удерживать контроль за ситуацией в стране, отражая многочисленные наступления моджахедов. Однако с распадом СССР военная помощь полностью прекратилась, и уже весной 1992 года правительство Республики Афганистан было свергнуто.

## Война после вывода частей Советской Армии

### Положение после вывода советских войск
Прогнозы военных экспертов стран Запада о том, что ориентированный на Советский Союз режим в Кабуле сразу после прекращения советского военного присутствия падёт по причине своей полной нежизнеспособности, свидетельствуют о необъективности в подходе к ситуации в Афганистане. Вывод советских войск 15 февраля 1989 побудил оппозицию к активизации боевых действий против просоветского режима Наджибуллы.
Но из СССР продолжались масштабные поставки вооружения и боеприпасов, а также топлива и продовольствия; в Афганистане действовали советские военные советники, и благодаря этому просоветскому режиму Республики Афганистан более трёх лет удавалось сдерживать вооруженные отряды душманов.
При этом после вывода советских войск руководство Республики Афганистан продолжало проводить начатый в 1987 г. курс на национальное примирение. В стране начала действовать новая конституция, был принят закон о политических партиях и общественно-политических организациях, согласно которому в стране вводилась многопартийная система. К НДПА примкнули некоторые леводемократические группировки и она выразила готовность сотрудничать и с двумя вновь созданными партиями — «Крестьянская партия справедливости Афганистана» и «Исламская народная партия Афганистана». Было сделано предложение о формировании правительства и коалиционных органов власти на местах с включением в их состав представителей вооружённой оппозиции. В центральном правительстве им предоставлялось несколько министерских постов. За теми группировками, представители которых вошли бы в коалиционные органы управления, сохранялись автономия и право контролировать занимаемые районы.
Однако вооружённая оппозиция, расценив политику национального примирения и предложения о прекращении огня, как признак слабости правительства, не только не приняла предложений о примирении, но и заявила об усилении борьбы с «коммунистическим режимом» до полного его свержения. Одностороннее прекращение огня со стороны правительственных войск, в условиях когда душманы продолжали боевые действия, приводило лишь к снижению морального духа правительственных войск. Президент Наджибулла и правительство переместились на Кабульский аэродром с тем, чтобы быть готовыми при необходимости немедленно покинуть страну. В афганской армии участились случаи дезертирства. Многие чиновники государственных органов перестали выходить на работу и стали устанавливать связи с душманами.

### Военные активы правительства Афганистана
В 1989 году, после вывода в феврале советских войск из Афганистана гражданская война не закончилась, а разгорелась с новой силой.
В конце февраля 1989 в Пешаваре шура представителей афганской оппозиции избрала председателем так называемого «Переходного правительства моджахедов» лидера «Альянса семи» Себгатуллу Моджаддеди. Оппозиция начала широкомасштабные боевые действия против коммунистического режима.
Разведывательные учреждения США ожидали краха режима НДПА в течение трёх-шести месяцев.
Однако эта оценка не учитывает ряд активов, имеющихся в распоряжении правительства Республики Афганистан. Первое из них — большое количество военной техники, переданной Советским Союзом. В 1989 году в армии и у проправительственных ополченцев было ещё 1568 танков, 828 бронетранспортёров, 4880 артиллерийских орудий, 126 современных истребителей-бомбардировщиков и 14 боевых вертолётов. Кроме того, Республика Афганистан продолжала получать массовую помощь от Советского Союза, стоимостью от двух до шести миллиардов долларов в год, и советские военные советники всё ещё присутствовали в Афганистане. Кроме того, правительственные войска использовали в больших количествах ракеты «Скад»: в период с 1988 по 1992 год более 2000 из них использовались на территории Афганистана, и это наибольшее количество баллистических ракет, выпущенных в военных конфликтах со времени окончания Второй мировой войны. Этого значительного объёма огневой мощи было достаточно, чтобы сдерживать разрозненные действия моджахедов.
Значительным подспорьем Республики Афганистан были полурегулярные формирования, получавшие денежные средства и снаряжение из казны, из которых наиболее эффективным было подразделение Абдул Рашида Дустума, официально называемое 53-й пехотной дивизией. Состоявшая, по отчетности, из 40 тыс. человек из узбекского населения, она получала приказы непосредственно от Наджибуллы, который использовал её в качестве стратегического резерва. После 1989 года это подразделение было единственным, способным вести наступательные операции.
Между тем, моджахеды воспользовались расширенной иностранной военной поддержкой со стороны США, Саудовской Аравии, Пакистана и других стран. США поддерживало отряды моджахедов под руководством Ахмада Шаха Масуда, поддержка которого значительно возросла в течение проводимой администрацией Рейгана операции «Циклон». Изначально за поддержку Масуда выступали два представителя внешнеполитической аналитики — Майкл Джон и Джеймс А. Филлипс. Оба считали Масуда наиболее достойным лидером моджахедов, поддерживаемых США в рамках доктрины Рейгана.

### Битва за Джелалабад
К весне 1989 года правительство Республики Афганистан не проявляло признаков скорой дезинтеграции. Американские и пакистанские сторонники моджахедов решили ускорить его крах, предприняв крупную военную операцию. Некоторые лидеры моджахедов, такие как Абдул Хак, считали, что моджахеды не располагают возможностями для захвата крупных городов, вместо этого Хак выступал за ведение партизанской войны, которая должна была постепенно ослаблять режим и вызвать его крах через внутренние разногласия. Но американцы и пакистанцы хотели победу, исходя из своих собственных соображений; у пакистанцев были намерения по установке фундаменталистского правительства в Афганистане.
Целью был захват Джелалабада, в нём предполагалось разместить столицу «Афганского Временного правительства», которое поддерживали пакистанцы. Премьер-министром должен был стать Абдул Расул Сайяф, а министром иностранных дел — Гульбеддин Хекматиар.
Силы моджахедов составляли 10 тыс. человек, в основном афганцев, также некоторое количество иностранных боевиков и при поддержке некоторого числа захваченных танков Т-55.
Наступление началось 5 марта 1989 года. Первым населённым пунктом, захваченным моджахедами была деревня Самаркел, а также Джелалабадский аэродром. Тем не менее, они вскоре были блокированы по основным позициям афганской армией при помощи колючей проволоки и минных полей. Правительственные войска могли рассчитывать на интенсивную воздушную поддержку, а афганские военно-воздушные силы проводили от 100 до 120 вылетов в день на протяжении сражения. Транспортные Ан-12, модифицированные под сброс бомб, летели на слишком большой высоте для противовоздушных ракет «Стингер», используемых моджахедами; интенсивно использовались кассетные бомбы.
Три батареи ОТРК «Эльбрус», размещённых вокруг Кабула и управляемых советскими войсками, выпустили более 400 ракет, поддерживая гарнизон Джелалабада; несмотря на свою неточность, это оружие оказало серьёзное влияние на моджахедов, которые ничего не могли сделать для предотвращения ударов.
Кроме того, силы моджахедов были разделены между различными группировками, которые не хотели или не могли координировать свои действия.
К середине мая они не добились успехов в захвате Джелалабада и воевали с малым количеством боеприпасов.
В июле они были не в состоянии предотвратить освобождение афганской армией деревни Самаркел. Джелалабад по-прежнему прочно находился в руках правительства Наджибуллы. Потери моджахедов составили, по оценкам, 3000 пострадавших в ходе этого сражения.
Вопреки ожиданиям США и Пакистана, эта битва доказала, что афганская армия могла бороться без советской помощи, и в значительной степени повысила уверенность сторонников правительства. И наоборот, моральный дух моджахедов пошёл на спад, и многие местные командиры заключили перемирие с правительством. По словам бригадного генерала Мохаммеда Юсуфа, одного из офицеров ОВР, «моджахеды никогда не оправились от Джелалабада».
В результате этой неудачи глава ИСИ Хамид Гул был уволен указом премьер-министра Пакистана Беназир Бхутто. Он был заменён на посту генералом Шамсуром Рахманом Каллу, который проводил более классическую политику по поддержке афганских партизан.

## Растущая слабость режима Наджибуллы
6 марта 1990 министр обороны халькист генерал Танай вступил в резкую военную конфронтацию с президентом Наджибуллой и совершил попытку переворота. Впоследствии он бежал в Пакистан и перешёл на сторону моджахедов.
Правительственные силы в дальнейшем доказали свою действенность в апреле 1990 года, в ходе наступления на укреплённый комплекс в Пагмане. После тяжёлых бомбардировок и боёв, которые продолжались до конца июня, афганской армии, возглавляемой Достумом, удалось очистить окопы от моджахедов.
Единственным значительным успехом, достигнутым моджахедами за эти годы, стал захват Хоста. После одиннадцати лет осады, 11 апреля 1991 года город сдался Джелалуддину Хаккани, после переговоров по сдаче гарнизона.
Но к первой половине 1991 года афганское правительство контролировало всего 10 % территории страны.
15 ноября 1991 (уже после путча ГКЧП) года и.о. министра иностранных дел СССР Б. Панкин дал официальное согласие на прекращение с 1 января 1992 военных поставок правительству в Кабуле. С распадом СССР и образованием на его месте 15 независимых государств режим в Кабуле лишился внешней экономической и военной поддержки.

## Падение Кабула
27—28 апреля 1992 года с помощью генерала А.-Р. Дустума, был совершён государственный переворот в Кабуле.
27 апреля отряды исламской оппозиции вошли в Кабул, а 28 апреля в столицу прибыл Себгатулла Моджаддеди и в присутствии иностранных дипломатов получил власть из рук вице-президента прежнего режима. Он стал президентом Исламского Государства Афганистан, а также главой Совета Джихада (комиссии из 51 члена, назначенных в соответствии с Пешаварскими Соглашениями).
Таким образом, Армия Республики Афганистан, обладая тотальным превосходством в живой силе и технике, не смогла остановить наступление моджахедов, одержавших полную победу. Республика Афганистан была ликвидирована, а коммунистическая идеология более никогда не возрождалась в Афганистане.
6 мая 1992 на первом заседании Совета Лидерства принято решение о роспуске прежнего кабинета министров, возглавляемого Ф. Халекьяром. Распущен Национальный Совет, партия «Ватан» запрещена, а её имущество конфисковано.
Все законы, противоречащие исламу, объявлялись потерявшими силу.
Первые декреты новой власти указывали на установление в стране исламской диктатуры: закрыты университет и все развлекательные заведения, в госучреждениях вводились обязательные молитвы, запрещены все антирелигиозные книги и алкоголь, женщины оказались существенно урезаны в правах. 

В том же году Моджаддеди передал власть таджикской этнической группировке Бурхануддина Раббани.
Однако гражданская война на этом не закончилась: пуштунские (Гульбетдин Хекматияр), таджикские (Ахмад Шах Масуд, Исмаил-хан) и узбекские (Абдул-Рашид Дустум) полевые командиры продолжали сражаться между собой, начался новый этап гражданской войны.
В августе 1992 г. из Кабула самолётами ВТА России, под обстрелом, были эвакуированы сотрудники российского посольства и торгпредства, а также представители дипмиссий Китая, Индии, Индонезии и Монголии.